# Josep Lluís Albiñana
 (août 2025).
Si vous disposez d'ouvrages ou d'articles de référence ou si vous connaissez des sites web de qualité traitant du thème abordé ici, merci de compléter l'article en donnant les références utiles à sa vérifiabilité et en les liant à la section « Notes et références ».
 (mars 2024).
Pour les articles homonymes, voir Olmos.
Josep Lluís Albiñana i Olmos, né en 1943 à Valence (Espagne), est un juriste et homme politique espagnol, figure importante des débuts de la Transition démocratique au Pays valencien.

## Biographie
En 1975, il intègre le PSOE et est nommé membre de la Commission exécutive fédérale au Pays valencien. En 1978, il est désigné, à la suite d'un vote unanime des parlementaires valenciens, premier président du Conseil du Pays valencien, l'exécutif provisoire du Pays valencien chargé de mettre en place le régime de pré-autonomie. Il officialise le drapeau à quatre bandes rouges (senyera) portant le blason du Conseil. Il est réélu député aux Cortes lors des élections législatives de mars 1979. Face au manque de soutien qu'il reçoit de la direction fédérale du PSOE, dont le PSPV est entre-temps devenu partie intégrante sous le nom de PSPV-PSOE, concernant sa politique valencianiste sujette à de nombreuses attaques de la part des secteurs blavéristes rejoints par l'UCD, le grand parti de droite, il démissionne de sa charge en décembre 1979, abandonne son siège de député en février 1980 et rend sa carte de membre du PSPV. Il rejoint le Parti nationaliste du Pays valencien présidé par Francesc de Paula Burguera, dont il devient secrétaire général. Il s'oppose à la fusion de celui-ci dans le parti Unité du peuple valencien et abandonne la vie politique en 1983. Il exerce ensuite comme juge dans la province de Castellón.